# Les assassins sont parmi nous
Pour plus de détails, voir Fiche technique et Distribution.
Les assassins sont parmi nous (Die Mörder sind unter uns en version originale) est le premier film allemand de l'après-guerre. Il a été réalisé entre 1945 et 1946 par Wolfgang Staudte, dans les studios de la DEFA à Potsdam et à Berlin. Il fait partie de la tradition d'après-guerre des films de décombres.

## Synopsis
L’action se passe en 1945 à Berlin ravagé par les bombardements, après la capitulation du Troisième Reich. Susanne Wallner (Hildegard Knef), une jeune photographe et illustratrice, internée dans un camp de concentration, rentre à Berlin après la guerre. Elle découvre son appartement dégradé par le souffle des bombes et occupé par le Dr Hans Mertens (Ernst Wilhelm Borchert), ancien chirurgien militaire. Susanne tente de convaincre Hans de s'installer ailleurs mais elle finit par accepter sa présence et les circonstances font d'eux les colocataires involontaires d'un logement sans confort et aux vitres brisées.
Ses terribles souvenirs de guerre ont fait sombrer Hans dans l’alcoolisme. À l’égard de ses semblables, il n’a plus que sarcasmes. Alors que Susanne tente de reprendre une vie normale, Hans n’y est pas encore prêt et se saoule régulièrement. Mais il sent naitre lentement pour Susanne des sentiments d’abord amicaux, puis plus tendres. Susanne tombe elle aussi amoureuse de lui et attend qu’il s’ouvre à elle.
Par hasard, Susanne découvre une lettre d’adieu destinée à la femme de l’ancien capitaine de Hans, Ferdinand Brückner. Lorsqu’elle lui demande s’il l’a oubliée, Hans réagit avec agressivité et lui dit en criant qu’il n’a pas fait exprès de ne pas la lui avoir remise. Par la suite, il s’excuse auprès d’elle et Susanne apporte la lettre à la femme de Brückner (Erna Sellmer). Elle apprend que ce dernier (Arno Paulsen), que l’on croyait mort, a survécu, et Hans est choqué lorsque Susanne le lui apprend. Il accepte pourtant de rencontrer à nouveau Brückner.
Ce dernier est maintenant un citoyen apprécié et un homme d’affaires prospère, qui fabrique des casseroles à partir de casques en acier. Ravi de revoir ce « camarade de guerre », il l’invite à dîner chez lui. Avec sa femme et ses fils, il mène à nouveau une vie bourgeoise. Plus tard, Brückner propose à Hans de visiter un club de danse avec de jolies filles. Hans conduit Brückner à travers une zone déserte, où il compte l’abattre. À ce moment, ils rencontrent une mère inquiète qui a besoin d’un médecin pour sa fille malade. Après avoir hésité, Hans procède à une opération d’urgence pour sauver la jeune fille. Pendant ce temps Brückner s’amuse avec les dames dans la salle de danse.
Le sentiment d’avoir sauvé une vie améliore l’humeur de Hans. Pressé par Suzanne qui souhaite savoir "Qui il est?", Hans lui révèle qu'avant-guerre, il était un jeune chirurgien et alors il lui montre des radiographies liées aux opérations qu'il a réussies. Mais à la veille de Noël 1945, son humeur s’assombrit à nouveau. Il quitte l’appartement commun en disant à Susanne qu’il a encore quelque chose à faire. C’est le souvenir de la veille de Noël 1942 qui lui revient. Le capitaine Brückner a fait fusiller 121 civils : 36 hommes, 54 femmes et 31 enfants dans un village polonais alors que Hans, qui était son aide de camp-médecin, tentait de l'en dissuader. Ensuite, Brückner avait célébré la veillée de Noël avec ses soldats sans plus y penser. Hans profite de la fête de Noël de la société de Brückner pour le surprendre dans son entreprise et lui annonce qu’il va l’abattre. Brückner, qui se considère comme innocent, est alors sauvé par l’apparition de Susanne. Elle avait lu le journal de Hans et deviné ce qu’il avait en tête. Hans, sensible à l'amour de Suzanne, se raisonne et vient à penser qu’il ne faut pas juger les autres soi-même, mais amener les autres à s’accuser eux-mêmes. Dans la scène finale, sur l'image de Brückner derrière des barreaux, se superposent différents motifs : civils assassinés, hommes en prison, soldats et fosses communes.

## Fiche technique
- Titre : Les assassins sont parmi nous
- Titre original : Die Mörder sind unter uns
- Titre anglais : Murderers Among Us
- Réalisation : Wolfgang Staudte
- Scénario original : Fritz Staudte et Wolfgang Staudte.
- Musique : Ernst Roters
- Photographie : Friedl Behn-Grund, Eugen Klagemann
- Décors : Otto Hunte, Bruno Monden
- Montage : Hans Heinrich Egger
- Production : Herbert Uhlich
- Pays d'origine :  Allemagne
- Format : Noir et blanc - 1,37:1 - Mono - 35 mm
- Genre : Drame
- Durée : 85 minutes (nouveau montage : 91 minutes)
- Dates de sortie : 
  - Allemagne : 
    - 15 octobre 1946 (première mondiale à Berlin) (Zone soviétique)[1]
    - 11 avril 1947 (première à Baden-Baden) (Zone française)
    - 23 juillet 1948 (première à Bochum) (Zone britannique)

  - France : 18 juin 1948 (Paris)
  - États-Unis : 16 août 1948

## Distribution
- Hildegard Knef (VF : Christèle Billault) : Susanne Wallner
- Elly Burgmer (de) : la mère de l'enfant malade
- Erna Sellmer (de) : Elise Brückner
- Hilde Adolphi : Daisy
- Marlise Ludwig (de) : Sonja
- Ursula Krieg (de) : Carola Schulz
- Arno Paulsen (VF : Patrice Dozier) : Ferdinand Brückner
- Ernst Wilhelm Borchert (VF : Jean Daurand) : Dr Hans Mertens
- Robert Forsch (de) (VF : Philippe Ariotti) : Herr Mondschein
- Albert Johannes (de) : Bartolomaeus Timm
- Wolfgang Dohnberg : Fritz Knochenhauer
- Ernst Stahl-Nachbaur : le médecin

Acteurs non crédités :
- Michael Günther : Herbert Brückner
- Christian Blackwood : Otto Brückner
- Wanda Peters : l'infirmière
- Käte Jöken-König (de) : une cliente de Mondschein
- Christiane Hanson : la bonne des Brückner

## Autour du film
- Les assassins sont parmi nous est le premier film allemand produit dans l'Allemagne d'après guerre[2],[1], dans sa partie Est, sous le contrôle de l'Union soviétique[3]. Staudte a d'abord tenté d'obtenir l'autorisation de réaliser son film à l'ouest mais il s'est finalement tourné vers les Soviétiques devant le peu d'entrain des officiels américains et britanniques[3]. Le film est tourné dans les décombres de la guerre qui vient de s'achever[2]. Produit sous licence soviétique, il recueille malgré tout un succès critique et commercial dans toutes les zones[2]. Premier film à lancer le genre du Trümmerfilm (film de décombres), il traite des thèmes tels que le désespoir, la survie physique et psychique, la faillite morale[2]. Pour Heide Fehrenbach, « il s'avère être un mélange presque involontaire — et artistiquement fortuit — du néoréalisme italien et de l'expressionnisme de Weimar »[2]. La noirceur du sujet est balancée par le personnage de Susanne, qui à l'image de la toute jeune Hildegard Knef, incarne cette nouvelle Allemagne à reconstruire.
- Les thèmes centraux sont la culpabilité individuelle et collective, le pardon et le désir de vengeance quand la justice fait défaut. En fin de compte pourtant, c'est un film sur une réconciliation nationale possible. À ce sujet, le bureau de contrôle soviétique exigea que le script s'écarte du récit original sur sa conclusion pour ne pas nourrir trop violemment certains ressentiments.
- Le film profite de moyens importants dans le contexte de l'époque ainsi que du talent de techniciens de renom comme le directeur artistique Otto Hunte (Metropolis). L'aspect quasi documentaire de la reconstruction est contre-balancé par des choix de prise de vue audacieux et élaborés ainsi que par un travail très abouti sur la lumière.
- Dans la logique du projet, de nombreux collaborateurs, à commencer par Hunte lui-même, furent des citoyens consentants qui collaborèrent parfois avec le régime nazi.
- La révélation du film fut Hildegard Knef, tout juste libérée par les Soviétiques. Révélée au grand public, elle remporte l’année suivante un prix d’interprétation au Festival de Locarno pour son rôle dans Film sans titre (1947) de Rudolf Jugert et devient la première nouvelle star allemande de stature internationale d'après guerre.
- Le film est mentionné dans le roman Fais-moi peur et son titre est d'ailleurs discuté par un des personnages après qu'ils se sont confrontés à Monsieur N.